# شان کینگستون
کیشان اندرسون (به انگلیسی: Kisean Anderson) ‏ (۳ فوریه ۱۹۹۰ در میامی) با نام هنری شان کینگستون (به انگلیسی: Sean Kingston) خواننده جاماییکایی‌تبار سبک رپ و هیپ هاپ اهل ایالات متحده آمریکا است.

## آلبوم‌ها
- ۲۰۰۷: Sean Kingston (شان کینگستون)
- ۲۰۰۹: Tomorrow (فردا)